# Izumo
Izumo (出雲市?, Izumo-shi) è una città giapponese della prefettura di Shimane, nota per la tipica pasta chiamata soba di Izumo e il suo santuario shintoista. Le divinità del tempio sono invocate a propiziazione di matrimoni e a protezione dei figli.

## Amministrazione

### Gemellaggi
- Santa Clara (California), Stati Uniti, dal 1986
- Hanzhong, Cina, dal 1996
- Évian-les-Bains, Francia, dal 2002
- Kalajoki, Finlandia, dal 2003